# Stratospongilla africana
Stratospongilla africana är en svampdjursart som först beskrevs av Annandale 1914.  Stratospongilla africana ingår i släktet Stratospongilla och familjen Spongillidae. Inga underarter finns listade i Catalogue of Life.